# جو بانتوليانو
جو بانتوليانو (بالإنجليزية: Joe Pantoliano) ممثل أمريكي من مواليد 12 سبتمبر 1951. حاصل على جائزة الإيمي 2003 لأفضل ممثل مساند في مسلسل درامي عن دوره في مسلسل السوبرانو.

## أعماله
| بعض أعمال                    | الدور/الوظيفة  |
| ---------------------------- | -------------- |
| فتيان أشقياء للأبد           | كابتن هورد     |
| The Brawler                  | البرافيرمان    |
| Just Getting Started         | جوي            |
| The Identical                | آفي هيرشبرج    |
| Deadly Impact                |                |
| Wedding Daze                 | سميتي          |
| The Amateurs                 |                |
| The Easter Egg Adventure     |                |
| Daredevil                    | بن             |
| Bad Boys II                  |                |
| The Adventures Of Pluto Nash | موجان          |
| Adventure Of Pluto Nash      | موجان          |
| Memento                      | تيدي           |
| Black and white              |                |
| The Matrix                   | سايفر          |
| خدمة المارشالات الأمريكية    |                |
| The Immortals                | بيتي تونيل     |
| Steal Big Steal Little       | إيدي           |
| Bad Boys                     | كابتن هاوارد   |
| طفل خارج المنزل              |                |
| The Fugitive                 |                |
| El Diablo                    | كيد دورانجو    |
| Empire Of The Sun            | Frank Demarest |
| الحمقى                       | فرانسيس        |
| Risky Business               | جويدو          |

## روابط خارجية
- جو بانتوليانو على موقع IMDb (الإنجليزية)
- جو بانتوليانو على موقع روتن توميتوز (الإنجليزية)
- جو بانتوليانو على موقع ألو سيني (الفرنسية)
- جو بانتوليانو على موقع تيرنر كلاسيك موفيز (الإنجليزية)
- جو بانتوليانو على موقع أول موفي (الإنجليزية)
- جو بانتوليانو على موقع قاعدة بيانات برودواي على الإنترنت (الإنجليزية)
- جو بانتوليانو على موقع قاعدة بيانات الأفلام السويدية (السويدية)
- جو بانتوليانو على موقع إن إن دي بي (الإنجليزية)
- جو بانتوليانو على موقع قاعدة بيانات الفيلم (الإنجليزية)
- جو بانتوليانو على موقع كينوبويسك (الروسية)